# Isidro Montoya
Isidro Montoya, född 3 november 1990, är en friidrottare från Colombia. Han deltog vid olympiska sommarspelen 2012.